# Zakhar Bron
Zakhar Bron (en russe : Захар Брон zɐxˈar  brɔn), né le 17 décembre 1947 à Oural (Kazakhstan), est un professeur de violon russe.

## Formation
Entre 1955 et 1959, il a étudié à l'École de musique Pyotr Stolyarsky d'Odessa, réservée aux élèves très doués, puis de 1960 à 1966 à l'Académie russe de musique Gnessine sous la direction du professeur Boris Goldstein, avant d'entrer, en 1966, au Conservatoire Tchaïkovski à Moscou, où il a étudié sous la direction du maestro Igor Oistrakh jusqu'en 1971. Ses études terminées, il a travaillé comme professeur adjoint d'Oistrakh à la chaire de violon du Conservatoire de Moscou de 1971 à 1974.

## Professeur
Violoniste lui-même, il a fait un travail pédagogique intéressant au Conservatoire Mikhaïl Glinka de Novossibirsk (1974-1989). Depuis 1989, il est professeur à l'Académie de musique de Lübeck (Allemagne), et professeur invité à la Royal Academy of Music de Londres. Il est également professeur invité au Conservatoire de Rotterdam depuis 1990 et professeur honoraire aux Conservatoire de musique de Novossibirsk, et de Tokyo. Depuis la fondation, en 1991, de l'École supérieure de musique Reine-Sophie de Madrid, il est titulaire de la chaire de violon Fundación Telefónica.
Il a obtenu des prix dans des compétitions nationales au temps de l'Union soviétique (1967) et dans les compétitions internationales renommées, comme la 12e place au concours Reine Élisabeth de Belgique (Bruxelles, 1971) et la 3e place du Concours international de violon Henryk Wieniawski (Poznań, 1977).
Son activité comme interprète a été très variée, il a donné des concerts de musique de chambre et a travaillé comme soliste, réalisant de nombreux enregistrements.
Il a siégé dans des jurys pour de nombreux concours nationaux comme celui de l'ex-Union soviétique à Lublin, et des concours internationaux comme entre autres le concours « Henryk Wieniawski » de Poznań, le concours « Fritz Kreisler » (Vienne ), le concours « Georg Kuhlenkampf » (Cologne), le concours « Carl Flesch » (Londres).
Il a donné des classes de maître entre autres en Allemagne, en Autriche, en Bulgarie, en Corée, aux États-Unis, en France, en Grande-Bretagne, en Israël, en Italie, au Japon, aux Pays-Bas, en Pologne, au Portugal, en Suède, en Suisse et dans l'ex-Tchécoslovaquie. La majorité de ses élèves, parmi lesquels on trouve des musiciens de renom international tels que Vadim Repine (qui remporte en 1989 le premier grand prix au Concours musical international Reine Élisabeth de Belgique, à l'âge de 17 ans, étant le plus jeune vainqueur de ce concours), Maxim Vengerov, Daishin Kashimoto, Christoph Seybold ou Soyoung Yoon, ont gagné plus d'une centaine de prix internationaux dont plus de quatre-vingts premiers prix. Il a récemment réalisé avec certains d'entre eux, et avec l'Orchestre philharmonique de Saint-Pétersbourg, des tournées qui l'ont mené à Moscou, à Munich et à Lübeck.